# Дейв Томас (актор)
Девід Вільям Томас CM (народився 20 травня 1949) — канадський актор, комік і телевізійний сценарист, відомий участю в комедійному проекті Bob and Doug McKenzie з Ріком Моранісом . Він виконував роль Дага Маккензі на SCTV, за яку отримав премію Primetime Emmy Award у двох номінаціях. Пізніше комедійний дует випустив фільм Strange Brew (1983), в якому Дейв виступив одним із режисерів. Разом з Ріком Моранісом вони також записали два альбоми, The Great White North і Strange Brew, були номіновані на премії «Греммі» та «Джуно».

Інші його відомі акторські роботи включають My Man Adam (1985), The Experts (1989), Coneheads (1993), Rat Race (2001), Beethoven's 5th (2003) і Santa's Slay (2005). Глядачі знають Дейва за роллю Рассела Нортона в телесеріалі Grace Under Fire (1993–1998). Дейв також озвучив персонажа на імʼя Тʼюк в Brother Bear (2003) і Brother Bear 2 (2006).

## Зовнішні посилання
- Dave Thomas на сайті IMDb (англ.)
- Дейв Томас (актор) на сайті Discogs (англ.)
- Entry at thecanadianencyclopedia.ca
- Dave Thomas page at Godspell.ca (archive)
- Animax Entertainment [Архівовано May 25, 2004, у Wayback Machine.]
- Dave Thomas on 'The Hour'